# Col du Rouvey
Le col du Rouvey est un col d'Ardèche, sur la commune de Saint-Pierre-sur-Doux, sur la D 532, route reliant Saint-Bonnet-le-Froid à Saint-Félicien.

## Géographie
Le col porte le nom du hameau du Rouvey, situé à 500 mètres à l'est, sur la commune de Saint-Pierre-sur-Doux.

## Cyclisme
Col connu des cyclistes, il a notamment été gravi lors du Paris-Nice 2013. Il est également au programme de la 16e étape du Tour de France 2017, classé en 4e catégorie. C'est le grimpeur français Warren Barguil qui est passé en tête au sommet.